# Nuoto ai XIX Giochi asiatici - Staffetta 4x100 metri stile libero maschile
La gara della staffetta 4x100 metri stile libero maschili di nuoto ai XIX Giochi asiatici si è svolta il 28 settembre 2023, durante i XIX Giochi asiatici, presso l'Hangzhou Olympic Sports Expo Center.

## Podio
| Pos.    | Nazione       | Atleta                                                                                    |
| ------- | ------------- | ----------------------------------------------------------------------------------------- |
| Oro     | Cina          | Pan Zhanle Chen Juner Hong Jinquan Wang Haoyu Wang Shun Wang Changhao Yang Jintong        |
| Argento | Corea del Sud | Ji Yu-chan Lee Ho-joon Kim Ji-hun Hwang Sun-woo Yang Jae-hoon Lee Yoo-yeon Kim Young-beom |
| Bronzo  | Giappone      | Katsumi Nakamura Katsuhiro Matsumoto Taikan Tanaka Tomonobu Gomi Shinri Shioura           |

## Record
Prima della manifestazione il record del mondo (RM), il record asiatico (AS) e il record dei giochi (RC) erano i seguenti.
|  | 3'08"24 | Stati Uniti | 11 agosto 2008 Pechino  |
|  | 3'11"38 | Cina        | 23 luglio 2023 Fukuoka  |
|  | 3'12"68 | Giappone    | 22 agosto 2018 Giacarta |

Durante la competizione è stato migliorato il seguente record:
|  | 3'10"88 | Cina |

## Programma
| Data              | Ora (UTC+8) | Turno    |
| ----------------- | ----------- | -------- |
| 28 settembre 2024 | 11:21       | Batterie |
| 28 settembre 2024 | 20:48       | Finale   |

## Risultati

### Batterie
| Pos. | Batteria | Corsia | Nazione       | Atleta | Tempo   | Note |
| ---- | -------- | ------ | ------------- | --- | ------- | ---- |
| 1    | 1        | 4      | Corea del Sud | Yang Jae-hoon (49"40) Ji Yu-chan (50"57) Lee Yoo-yeon (48"61) Kim Young-beom (48"38)                              | 3'16"96 | Q    |
| 2    | 2        | 4      | Cina          | Wang Shun (49"12) Hong Jinquan (48"70) Wang Changhao (49"05) Yang Jintong (50"30)                                 | 3'17"17 | Q    |
| 3    | 1        | 5      | Singapore     | Ardi Zulhilmi Bma (50"28) Darren Chua (50"53) Quah Zheng Wen (48"17) Jonathan Tan (49"23)                         | 3'18"21 | Q    |
| 4    | 2        | 5      | Giappone      | Taikan Tanaka (49"44) Tomonobu Gomi (49"28) Katsumi Nakamura (50"25) Shinri Shioura (49"35)                       | 3'18"32 | Q    |
| 5    | 2        | 3      | India         | Tanish George Mathew (50"88) Vishal Grewal (50"97) Anand Anilkumar Shylaja (50"37) Srihari Nataraj (49"00)        | 3'21"22 | Q    |
| 6    | 2        | 2      | Malaysia      | Arvin Shaun Singh Chahal (50"68) Lim Yin Chuenl (50"45) Bryan Leong Xin Ren (51"29) Khiew Ho Yean (50"08)         | 3'22"50 | Q    |
| 7    | 1        | 6      | Thailandia    | Dulyawat Kaewsriyong (50"34) Pongpanod Trithan (50"35) Navaphat Wongcharoen (52"31) Tonnam Kanteemool (50"15)     | 3'23"15 | Q    |
| 8    | 1        | 3      | Hong Kong     | Cheuk Ming Ho (51"12) Ian Ho Yentou (49"48) Lau Ping Chi (51"55) Ng Cheuk Yin (51"20)                             | 3'23"35 | Q    |
| 9    | 2        | 6      | Vietnam       | Ngo Dinh Chuyen (51"53) Nguyen Quang Thuan (52"44) Do Ngoc Vinh (51"93) Tran Hung Nguyen (51"28)                  | 3'27"18 |      |
| 10   | 2        | 7      | Qatar         | Tameem El-hamayda (52"82) Abdullah Alkhaldi (56"49) Abdalla El-Ghamry (54"49) Ahmed Diab (54"34)                  | 3'38"14 |      |
| 11   | 1        | 2      | Macao         | Ng Chi Hin (52"98) Choi Ngou Fai (54"37) Chan Si Chon (56"31) Lam Chi Chong (55"24)                               | 3'38"90 |      |
| 12   | 2        | 1      | Mongolia      | Batbayar Enkhtamir (52"08) Rentsendorj Tamir (55"30) Khash-Erdene Tselmeg (55"54) Sodovjamts Sodmandakh (56"39)   | 3'39"31 |      |
| 13   | 1        | 7      | Pakistan      | Muhammad Amaan Siddiqui (53"97) Muhammad Ahmed Durrani (54"11) Muhammad Hamza Anwar (59"69) Azhar Abbas (1'02"36) | 3'50"13 |      |
| 14   | 1        | 1      | Maldive       | Mubal Azzam Ibrahim (57"90) Mohamed Rihan Shiham (58"71) Ahmed Neeq Niyaz (1'03"04) Ali Imaan (57"51)             | 3'57"16 |      |

### Finale
| Pos. | Corsia | Nazione       | Atleta | Tempo   | Note |
| ---- | ------ | ------------- | --- | ------- | ---- |
|      | 5      | Cina          | Pan Zhanle (47"06) Chen Juner (48"00) Hong Jinquan (48"27) Wang Haoyu (47"55)                                       | 3'10"88 |      |
|      | 4      | Corea del Sud | Ji Yu-chan (48"90) Lee Ho-joon (47"79) Kim Ji-hun (48"66) Hwang Sun-woo (47"61)                                     | 3'12"96 |      |
|      | 6      | Giappone      | Katsumi Nakamura (48"75) Katsuhiro Matsumoto (47"97) Taikan Tanaka (48"82) Tomonobu Gomi (48"72)                    | 3'14"26 |      |
| 4    | 3      | Singapore     | Jonathan Tan (49"13) Quah Zheng Wen (48"31) Ardi Zulhilmi Bma (50"08) MIkkel Lee Jun Jie (47"25)                    | 3'14"77 |      |
| 5    | 8      | Hong Kong     | Cheuk Ming Ho (50"62) Ian Ho Yentou (49"22) Lau Ping Chi (50"40) Ng Cheuk Yin (51"02)                               | 3'21"26 |      |
| 6    | 2      | India         | Srihari Nataraj (50"00) Anand Anilkumar Shylaja (50"73) Vishal Grewal (50"76) Tanish George Mathew (49"97)          | 3'21"46 |      |
| 7    | 1      | Thailandia    | Dulyawat Kaewsriyong (50"19) Pongpanod Trithan (50"26) Rattawit Thammananthachote (51"78) Tonnam Kanteemool (50"01) | 3'22"24 |      |
| 8    | 7      | Malaysia      | Arvin Shaun Singh Chahal (50"44) Tan Khai Xin (51"54) Bryan Leong Xin Ren (52"07) Lim Yin CHuen (50"73)             | 3'24"78 |      |